# The Marriage of Reason and Squalor
Pour plus de détails, voir Fiche technique et Distribution.
The Marriage of Reason & Squalor est un film britannique réalisé par Jake Chapman, sorti en 2015.

## Synopsis
Une jeune femme part visiter l'île que son fiancé lui a offerte.

## Fiche technique
- Titre : The Marriage of Reason and Squalor
- Réalisation : Jake Chapman
- Scénario : Brock Norman Brock d'après le roman de Jake Chapman
- Photographie : Simon Tindall
- Montage : Paul Watts
- Production : Colin Vaines
- Société de production : Morass Productions et Sky Arts
- Pays :  Royaume-Uni et  Barbade
- Genre : Comédie dramatique, fantastique et romance
- Durée : 86 minutes
- Dates de sortie : 
  -  Royaume-Uni : 11 juin 2015

## Distribution
- Rhys Ifans : Helmut Mandragorass / Dr. Algernon Hertz
- Noma Dumezweni : Maman Terreblanche
- Michael Fitzgerald : capitaine Oceanic
- Sophie Kennedy Clark : Lydia

## Accueil
- The Guardian: [1]